# جيل داي (سياسية)
جيليان ماري داي (من مواليد 1978 أو 1979) هي سياسية نيوزلندية ورئيسة حزب العمال النيوزيلندي، شغلت منصب نائب عمدة مدينة ويلينغتون في الفترة بين عام 2017 إلى 2019.

## الحياة المبكرة والعائلة
ولدت داي في بالمرستون نورث، وهي من أصل نجاتي توهاريتوا، وعاشت أيضًا في كرايستشيرش قبل أن تنتقل الي ويلينغتون عندما كانت في عمر 14 عامًا. حاصلة علي درجة علمية في الكيمياء الحيوية وعلم الوراثة وعلم الاحياء الجزئية من جامعة فكتوريا في ويلينغتون ودبلوم الدراسات العليا في التدريس الابتدائي، وأصبحت معلمة في مدرسة ابتدائية في ويلينغتون.
عاشت داي في تاوا مع زوجها وأطفالها الثلاثة. كانت أمًا متفرغة للمنزل مدة 10 سنوات حتى التحق أصغر أطفالها بالمدرسة، ثم عادت إلى العمل بوظيفة بدوام جزئي لمساعدة الأطفال الذين لديهم تأخر في مهارات القراءة والكتابة.

## مسيرتها السياسية

### مجلس مدينة ويلينغتون
عملت داي رئيسةً لمركز الألعاب المحلي في مدينة ويلينغتون كما أدارت برنامج الدراجات في المدارس، حيث كانت غالبًا ما تضغط على مستشارها المحلي جاستن ليستر، الذي شجعها على الترشح للمجلس بنفسها.
شعرت داي بالرغبة في الترشح لمجلس مدينة ويلينغتون بعد لقائها بأسرة بلا مأوى في عام 2016. على الرغم من ترشحها كمستقلة، فقد صرحت قائلة "من الواضح أنني كائن سياسي يميل إلى اليسار". في انتخابات عام 2016، نجحت في خلافة جوستين ليستر، الذي انتُخب عمدة في الجناح الشمالي، وأصبحت أول امرأة ماورية تُنتخب للمجلس. في 28 سبتمبر 2017، بعد أقل من عام من ولايتها الأولى، ثم عيّنها ليستر نائبة لرئيس البلدية لتحل محل بول إيجل الذي انتُخب للبرلمان في الانتخابات العامة. شغلت هذا المنصب حتى عام 2019 عندما خسر ليستر الانتخابات البلدية أمام آندي فوستر.
في الفترة 2019-2022، كانت رئيسة لجنة الاستراتيجية والسياسة حتى يونيو 2021 وبعد ذلك رئيسة اللجنة الاجتماعية والثقافية والاقتصادية. وفي هذه الأدوار، قادت عملية إنشاء جناح الماوري في ويلينغتون.
في فبراير 2022، أعلنت أنها لن تترشح مرة أخرى للمجلس في انتخابات 2022، وبدلاً من ذلك ترشحت وانتخبت لمجلس مجتمع تاوا. تم انتخابها كمرشحة مستقلة، وتصدرت الاستطلاع بحصولها على أكبر عدد من الأصوات مقارنة بأي مرشح آخر. تشغل حاليًا منصب رئيس مجلس الإدارة.

### حزب العمال
انضمت داي إلى حزب العمال قبل الانتخابات العامة لعام 2020. في يوليو 2022، تم انتخابها دون معارضة لتكون الرئيسة القادمة لحزب العمال بعد أن صرحت كلير زابو بأنها لن تسعى لإعادة انتخابها في ذلك العام. كانت المرشحة الوحيدة لتحل محل زابو في المؤتمر السنوي لحزب العمال لعام 2022. تم تأكيد انتخابها رئيسة في نوفمبر 2022 في المؤتمر.